# Denny Samko
Denny Samko (* 20. července 2000 Náchod) je český profesionální fotbalista, který hraje na pozici ofensivního záložníka za český klub MFK Karviná. Je také bývalým českým mládežnickým reprezentantem.

## Klubová kariéra

### FC Hradec Králové
Svoji fotbalovou kariéru začal v mužstvu FC Hradec Králové. V sezoně 2017/18 se propracoval do seniorské kategorie, kde však zpočátku nastupoval za juniorku v tamní lize, později hrál i za dorost či rezervu.
Ligový debut v dresu "áčka" Hradce absolvoval 11. 6. 2020 ve 22. kole na jaře 2020 v souboji s klubem FK Viktoria Žižkov (výhra 5:0), na hrací plochu přišel v 80. minutě namísto Adama Vlkanovy. Svůj první ligový gól první tým "Votroků" zaznamenal 18. června 2020 proti Zbrojovce Brno, když v 88. minutě srovnával na konečných 1:1. Podruhé za "áčko" Hradec Králové skóroval v ročníku 2020/21 v souboji s klubem FK Ústí nad Labem (výhra 5:1) v osmém kole, když v 76. minutě zvyšoval na 4:0. Na jaře 2021 po 23. kole hraném 8. 5. 2021 postoupil s Hradcem po výhře 2:1 nad Duklou Praha z prvního místa tabulky do nejvyšší soutěže, kam se "Votroci" vrátili po čtyřech letech.

### FK Varnsdorf (hostování)
Jako mladý hráč byl v létě 2022 poslán na hostování do druholigového Varnsdorfu. V sezoně 2022-2023 se mu podařilo prosadit dvakrát, a to nejprve ve 14. kole proti Chrudimi, když v 79. minutě upravoval skóre na konečných 2:2, a následně ve 20. kole na hřišti Příbrami, kdy svým gólem na 1:1 ve 37. minutě utkání nastartoval svůj tým k obratu, když Varnsdorf nakonec vyhrál v nastavení 1:2. Ke svým dvěma brankám přidal ještě dvě gólové asistence - ve 4. kole proti Dukle Praha a ve 29. kole protí lídrovi soutěže, MFK Karviná.
Na hostování ve Varnsdorfu zůstal i v sezoně 2023-2024, která se mu náramně vydařila. Celkem v ní totiž zaznamenal 8 branek a 4 asistence, čímž se stal nejlepším střelcem Varnsdorfu a výrazně svému týmu pomohl v boji o záchranu v druhé nejvyšší české lize.

### MFK Karviná
Svými výkony ve Varnsdorfu zaujal agenty MFK Karviná, což vyústilo v přestup do slezského klubu v červenci 2024. Svůj první gól v novém působišti zaznamenal již v srpnu na teplických Stínadlech, když v 74. minutě 6. kola soutěže zvyšoval již na 0:3 pro hosty. Na svůj druhý gólový příspěvek, a zároveň nejlepší zápas sezony, čekal od té doby téměř půl roku. Během 22. kola proti favorizované Spartě Praha předvedl domácím fanouškům desetiminutovku snů, když nejprve hned v 5. minutě utkání po nacvičeném signálu přihrál na gól Dávidu Krčíkovi a následně v 10. minutě navýšil již na 2:0 pro domácí, když zužitkoval přihrávku Davida Planky. Nedokázal však zabránit konečné prohře 2:3, o níž se hattrickem postaral Lukáš Haraslín. V jeho první prvoligové sezoně se mu tedy střelecky ani zdaleka nedařilo tak, jako v nižší soutěži minulý rok, ovšem pro svůj tým byl platným hráčem, když v rámci základní části ligy zasáhl celkem do 26 utkání, ve kterých vsítil dvě branky a přidal k nim čtyři asistence.

## Klubové statistiky
Aktuální k 19. dubnu 2025
| Sezona    | Klub                    | Soutěž         | Zápasy | Góly |
| --------- | ----------------------- | -------------- | ------ | ---- |
| 2017/2018 | FC Hradec Králové U–21  | Juniorská liga | 1      | 0    |
| 2018/2019 | FC Hradec Králové       | Fortuna:NL     | 0      | 0    |
| 2019/2020 | FC Hradec Králové       | Fortuna:NL     | 9      | 1    |
| 2020/2021 | FC Hradec Králové       | Fortuna:NL     | 6      | 1    |
| 2021/2022 | FK Chlumec nad Cidlinou | ČFL            | 29     | 9    |
| 2022/2023 | FK Varnsdorf            | Fortuna:NL     | 28     | 2    |
| 2023/2024 | FK Varnsdorf            | Fortuna:NL     | 27     | 8    |
| 2024/2025 | MFK Karviná             | Chance Liga    | 26     | 2    |